# 기소히라사와역
기소히라사와역(일본어: 木曽平沢駅)은 일본 나가노현 시오지리시에 있는 도카이 여객철도 주오 본선의 역이다.
보통열차 만의 정차이지만, 매년 6월 제 1 금요일부터 3일간에 걸쳐서 열리는 '기소 칠기 축제'의 때에는 일부의 특급 '시나노'가 임시정차한다.

## 역 구조 및 승강장
상대식 승강장 2면 2선을 가지는 교환 가능한 지상역이다. 과선교를 가진다.
역사는 양 옆의 역과 비교하면 새로운 구조이다. 무인화 후도 당분간은 임시 매표를 행하고 있었지만, 현재는 완전한 무인역이 되고 있다. 기소후쿠시마역 관리.
매년 6월 상순에 역 주변의 히라사와 지역 일대에 행해지는 '기소 칠기 축제'의 때에는, 특급 '(와이드뷰)시나노'의 일부열차가 임시 정차해, 도카이 여객철도 사원이 매표, 정산 등의 업무를 담당한다. 또한, 임시쾌속 '나이스 홀리데이 기소지'도 이 역에 정차한다.
| 1 | ■ 주오 본선 | 하행 | 시오지리 · 나가노 방면   |
| 2 | ■ 주오 본선 | 상행 | 나카쓰가와 · 나고야 방면 |

## 역 주변
히라사와는 시오지리 시에 합병되기 전에 나라카와 촌의 중심역으로, 역을 중심으로 작은 집락을 형성하고 있다. 국도 제19호선은 역 보다 일단 높은 장소에 지나고 있다.
- 국도 제19호선

## 이용 현황
1일 평균 승차 인원은 이하와 같이 되고 있다.
- 1999년도 - 148명
- 2000년도 - 127명
- 2001년도 - 125명
- 2002년도 - 121명
- 2003년도 - 106명
- 2004년도 - 95명
- 2005년도 - 90명
- 2006년도 - 88명
- 2007년도 - 79명
- 2008년도 - 74명

## 역사
- 1930년 6월 5일 : 일본국유철도 주오 본선의 니에카와 - 나라이 간에 신설 개업. 여객 및 화물의 취급을 개시.
- 1972년 11월 30일 : 화물의 취급을 폐지.
- 1987년 4월 1일 : 일본국유철도 분할 민영화에 의해, 도카이 여객철도의 역이 된다.

## 인접 역
| 도카이 여객철도 주오 본선       | 도카이 여객철도 주오 본선 | 도카이 여객철도 주오 본선     |
| ------------------------------- | ------------------------- | ----------------------------- |
| 니에카와 시오지리 · 나가노 방면 | ■ 주오 본선               | 나라이 나카쓰가와·나고야 방면 |